# Цю Юйхань
Цю Юйхань (17 липня 1998) — китайська плавчиня.
Олімпійська юнацька чемпіонка 2014 року, учасниця Ігор 2012 року.
Чемпіонка світу з водних видів спорту 2015 року.
Призерка Чемпіонату світу з плавання на короткій воді 2012, 2014 років. Чемпіонка Азійських ігор 2014 року.